# Tsuchida Bakusen
Tsuchida Bakusen (土田麦僊), né le 9 février 1887 et décédé le 10 juin 1936, est le nom d'artiste d'un peintre Japonais de l'école nihonga. Son nom de naissance est Tsuchida Kinji (土田金二). Il est actif au cours des ères Taishō et début Shōwa.

## Biographie
Bakusen naît sur l'île de Sado située dans la préfecture de Niigata au sein d'une famille riche et influente. Son frère cadet est le philosophe Tsuchida Kyōson (1891-1934). Adolescent, son père le dirige vers la carrière de prêtre bouddhiste mais il fuit le temple où il est apprenti dans le but d'étudier l'art à la place. Il est accepté comme élève par le peintre Takeuchi Seihō et plus tard étudie à la Kyoto Kaiga Senmon Gakko (moderne université municipale des Arts de Kyoto) dont il est diplômé en 1911.
En 1918, Bakusen fonde un collectif de peinture avec Kagaku Murakami, Ono Chikkyō, Sakakibara Shihō et Nonagase Banka, appelé la société Kokuga (Kokuga Sōsaku Kyōkai, ou « Société pour la création de la peinture nationale »), utilisée comme un moyen de diffusion du style éclectique du groupe combinant les techniques et les styles occidentaux yōga et japonais (nihonga). Ses thèmes favoris sont les femmes (bijinga), en particulier les portraits de maikos, mais il peint également des fleurs et des natures mortes. En 1918 la société Kokuga met sur pied sa propre exposition annuelle, la Kokuten (abréviation pour Kokuga Sōsaku Kyōkai Tenrankai) en concurrence avec les expositions Bünten de plus en plus restrictives. Sept expositions Kokuten sont organisées entre 1918 et 1928.
En 1921, la Société Kokuga fait une pause pendant que Bakusen voyage en Europe en compagnie d'Ono Chikkyō pour visiter les musées d'art occidental. Ils reviennent après un peu plus d'un an et les activités de la société reprennent en 1923. Kokuga Bakusen aime particulièrement l'impressionnisme français et le post-impressionnisme, en particulier les œuvres de Paul Gauguin, Vincent van Gogh et Paul Cézanne et rassemble plusieurs de leurs œuvres tandis qu'il est en Europe. La Société Kokuga se dissout en 1928 en raison de difficultés financières et de désaccords internes. En 1934, Bakusen est nommé à la Teikoku Bijutsuin (Académie impériale des arts). Il meurt en juin 1936 d'un cancer du pancréas. Sa tombe se trouve au temple Chishaku-in à Kyoto.
Un de ses tableaux de 1918, jeune fille du bain public (湯女図, Yunazu), de nos jours conservé au Musée d'art moderne de Tokyo est enregistré comme « bien culturel important du Japon » (BCJ) par l'Agence des affaires culturelles. Cependant, sa toile Maiko au jardin (舞妓林泉, Bugi rinsen) de 1923, propriété du même musée, est considérée comme son chef-d’œuvre.

## Philatélie
Une des œuvres de Bakusen a été choisie comme sujet d'un timbre commémoratif par la poste japonaise :
- 1979 : Bugirinsen, en commémoration de la semaine philatélique de 1968.

## Œuvres notables
- Island Woman (島の女, Shima no onna?), 1912, Musée d'art moderne de Tokyo
- Jeune fille du bain public (湯女図, Yunazu?), 1918, Musée d'art moderne de Tokyo
- Maiko au jardin (舞妓林泉, Bugirinsen?), 1924, Musée d'art moderne de Tokyo
- Woman Peddlar of Ohara (大原女, Oharame?), 1927, Musée d'art moderne de Tokyo

## Source de la traduction
- (en) Cet article est partiellement ou en totalité issu de l’article de Wikipédia en anglais intitulé « Tsuchida Bakusen » (voir la liste des auteurs).